# Bateyes
Bateyes es un barrio ubicado en el municipio de Mayagüez en el estado libre asociado de Puerto Rico. En el Censo de 2010 tenía una población de 1156 habitantes y una densidad poblacional de 183,75 personas por km².

## Geografía
Bateyes se encuentra ubicado en las coordenadas 18°12′29″N 67°4′9″O / 18.20806, -67.06917. Según la Oficina del Censo de los Estados Unidos, Bateyes tiene una superficie total de 6,29 km², que corresponden a tierra firme.

## Demografía
Según el censo de 2010, había 1156 personas residiendo en Bateyes. La densidad de población era de 183,75 hab./km². De los 1156 habitantes, Bateyes estaba compuesto por el 83,04% blancos, el 7,61% eran afroamericanos, el 1,56% eran amerindios, el 5,19% eran de otras razas y el 2,6% pertenecían a dos o más razas. Del total de la población el 98,7% eran hispanos o latinos de cualquier raza.